# Гусевицкий сельсовет
Гусеви́цкий сельсовет (белор. Гусявіцкi сельсавет) — административная единица на территории Буда-Кошелёвского района Гомельской области Белоруссии. Административный центр — деревня Новая Гусевица.

## История
Образован 30 декабря 1927 года в составе Уваровичского района Гомельского округа БССР путём объединения упразднённых Новогусевичского и Старогусевичского сельсоветов. Центр-деревня Новая Гусевица. После упразднения окружной системы 26 июля 1930 года в Уваровичском районе БССР. С 20 февраля 1938 года в составе Гомельской области. 16 июля 1954 года к сельсовету присоединена территория упразднённого Пенчинского сельсовета. С 17 апреля 1962 года в составе Буда-Кошелёвского района. 27 сентября 1973 года центр сельсовета перенесён в деревню Старая Гусевица.
В состав Гусевицкого сельсовета входили в настоящее время не существующие: до 1934 года посёлок Шульское, до 1947 года посёлок Вораи, до 1979 года посёлок Новая Жизнь, до 1982 года посёлок Ивашков, до 1983 года посёлок Берёзовое Болото, до 1984 года посёлок Красная Хочемля.
31 августа 2016 года упразднён посёлок Калинино.

## Состав
Гусевицкий сельсовет включает 10 населённых пунктов:
- Александровка — деревня
- Владимировка — посёлок
- Григоровка — посёлок
- Заря — посёлок
- Красный Свет — посёлок
- Люткова — посёлок
- Новая Гусевица — деревня
- Пенчин — агрогородок
- Пуща — посёлок
- Старая Гусевица — деревня

Упразднённые населённые пункты:
- Калинино — посёлок